# Pizzica

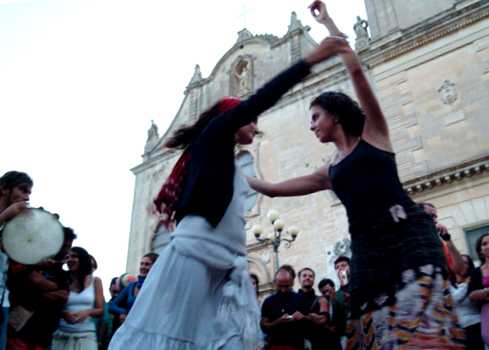
Pizzica

De pizzica is een Italiaanse volksdans.
De pizzica komt oorspronkelijk uit het schiereiland Salento, vanwaar de dans zich over heel Apulië en het oosten van Basilicata verspreidde. De dans maakt deel uit van de familie van de tarantella-dansen.
Er zijn verschillende traditionele pizzicagezelschappen, waarvan de oudste Officina Zoé, Uccio Aloisi gruppu, Canzoniere Grecanico Salentino en I Tamburellisti di Torrepaduli zijn.
Sinds 1998 wordt in de zomer Notte della Taranta (tarantanacht) gehouden, bestaande uit een hele nacht waarin vele beroemde musici hun optredens verwisselen voor pizzicaorkesten. Onder hen Stewart Copeland, Franco Battiato, Gianna Nannini en Carmen Consoli. Het elfde festival was in Lecce in augustus 2008.